# Bavar 2
Bavar 2 (باور ٢) là loại ekranoplan được dùng cho việc trinh sát tầm thấp tránh bị phát hiện bởi ra đa được sử dụng trong lực lượng hải quân của Quân đoàn Vệ binh Cách mạng Hồi giáo Iran. Nó đã được công bố giới thiệu trước công chúng lần đầu trong tháng 9 năm 2010 sau khi việc thử nghiệm hoàn tất. Loại ekranoplan này sử dụng thiết kế cánh ngược, có thể được trang bị vũ khí là súng máy, tên lửa hay RPG còn với việc điều khiển thì có hệ thống nhìn đêm và các thiết bị phục vụ trinh sát. Tốc độ khi bay đường trường là 130 km/h và có thể đạt độ cao 300m. Được biết Iran hiện có ba phi đội Bavar 2.